# Богаєвські
Богаєвські (польск. Bógajewski, рос. Богаевские) — український старшинський, пізніше дворянський рід.

## Походження
Рід гадяцьких Богаєвських походить від Богаєвського Семена Леонтійовича (Старшого) (*1637 — †1737), старовинне козацьке містечко Опішня (селище міського типу Полтавського району, Полтавської області, України) — українського шляхтича, опішнянського міщанина, бунчукового товариша у Гадяцькому полку (? — 1716 — ?). Він походив із роду корсунських Бугаєвських (онук Василя Оникійовича), служив у Війську Запорозькому, мав свого вівчаря, володів маєтком, жалуваним гетьманом Скоропадським у 1716 р. Дружина: Борохович Марія Михайлівна, донька Гадяцького полковника. Їхні нащадки також служили у війську і були жалувані маєтками.

## Опис герба
В геральдичному щиту, що має червоне поле зображений срібний меч з золотим ефесом, зі сторін його два срібні півмісяці.
Щит увінчаний дворянськими шоломом і короною з п'ятю страусиними пір'ями. Намет на щиті червоний, підкладений золотом. Герб роду Богаєвських внесений в Частину 10 Загального гербовника дворянських родів Російської імперії, стр. 111. Також див. Домонтовичі.

## Богаєвські ІІ
Інші Богаєвські (гілка попереднії - або окремий рід) набагато пізнішого походження. Їх рід стає відомим завдяки Івану Івановичу Богаєвському, обер-секретарю Правительствуючого Сенату, який вступив на службу в 1767 році. 28 серпня 1802 року був затверджений рід Богаєвських.

### Опис гербу
В щиті, розділеному горизонтально надвоє у верхній половині в зеленому полі позначені золота стрічка і два хлібних снопа, змінюючи вид свій, на фарбі в золото, а на поясі в зелений колір. В нижній половині в правому чорному полі, зображений срібний хрест і під ним в золотому полі чорне орлине крило, а в лівому червоному полі срібний журавль, що тримає в правій лапі камінь.
Щит увінчаний дворянськими шоломом і короною. Намет на щиті зелений, підкладений золотом. Герб роду Богаєвських внесений в Частину 7 Загального гербовника дворянських родів Російської імперії, стр. 175.